# Érica Moraes
Érica Moraes es una deportista brasileña que compitió en judo. Ganó dos medallas de plata en el Campeonato Panamericano de Judo, en los años 2002 y 2004.

## Palmarés internacional
| Campeonato Panamericano | Campeonato Panamericano         | Campeonato Panamericano | Campeonato Panamericano |
| Año                     | Lugar                           | Medalla                 | Categoría               |
| ----------------------- | ------------------------------- | ----------------------- | ----------------------- |
| 2002                    | Santo Domingo (Rep. Dominicana) | Medalla de plata        | –63 kg                  |
| 2004                    | Isla de Margarita (Venezuela)   | Medalla de plata        | –63 kg                  |